# Новая Жизнь (Аннинский район)
Но́вая Жизнь — село в Аннинском районе Воронежской области России.
Административный центр Новожизненского сельского поселения.

## География
Новая Жизнь расположена на берегах Осиновского Лога, местность ровная. На территории посёлка расположено несколько прудов: Первый, Второй, Третий, Степановский, Новый, Ивлев пруд.
Ближайшие сёла: Дубровка (Аннинский район), Бирюч (Таловский район), Моховое, Хлебородное.

## Население
| 2000 | 2005 | 2010 |
| ---- | ---- | ---- |
| 696  | ↘623 | ↘555 |

## История
Первое упоминание о посёлке — конец 19 века. В то время это был хутор Орловский.

## Инфраструктура
В настоящее время в селе действует КФХ, основная школа, почтовый пункт, медпункт, дом культуры, магазин и минимаркет «Новая Жизнь».